# 习五条
习五条，又称“习五点”，由中共中央總書記习近平在2019年1月2日的「《告台湾同胞书》发表40周年纪念会」时，于北京人民大会堂发表。习近平針對台湾问题，重申「海峡两岸同属一个中国，共同努力谋求国家统一的九二共识」，並延伸邓小平在1983年提出的《邓六条》，提出「探索『两制』台湾方案」，更進一步罕見公開批評「制度不同，不是统一的障碍，更不是分裂的借口」。
同日下午，中華民國總統蔡英文召開臨時記者會表示：「始終未接受九二共識」，「堅決反對一國兩制」。1月3日，台灣各大新聞媒體均在頭版報導此事件；同日，中國國民黨文傳會表示：「重申一中各表的九二共識」。

## 背景
- 1981年10月1日，時任中共中央副主席、全国人大常委会委员长叶剑英提出「葉九條」。
- 1983年6月25日，時任中国共产党中央顾问委员会主任邓小平提出「邓六条」。
- 1995年1月15日，時任中华人民共和国外交部部长钱其琛提出「錢七條」。
- 1995年1月30日，時任中共中央总书记江泽民提出「江八点」。
- 2005年3月4日，時任中共中央总书记胡锦涛提出「胡四点」。
- 2008年12月31日，時任中共中央总书记胡锦涛在「纪念《告台湾同胞书》发表30周年座谈会」中提出「胡六点」。

## 习近平讲话

### 前言
|          | - 70年来，我们把握两岸关系发展时代变化，提出和平解决台湾问题的政策主张和“一国两制”科学构想，确立了“和平统一、一国两制”基本方针，进而形成了坚持“一国两制”和推进祖国统一基本方略。 - 70年来，我们秉持求同存异精神，推动两岸双方在一个中国原则基础上达成“海峡两岸同属一个中国，共同努力谋求国家统一”的“九二共识”，开启两岸协商谈判，推进两岸政党党际交流，开辟两岸关系和平发展道路，实现两岸领导人历史性会晤，使两岸政治互动达到新高度。 - 祖国必须统一，也必然统一。 |
| ——习近平 | |

### 內容
|          | - 第一，携手推动民族复兴，实现和平统一目标。 - 广大台湾同胞都是中华民族一分子，要做堂堂正正的中国人。 - 台湾前途在于国家统一。 - 共圆中国梦。 - 台湾问题因民族弱乱而产生，必将随着民族复兴而终结。 - 第二，探索“两制”台湾方案，丰富和平统一实践。 - “和平统一、一国两制”是实现国家统一的最佳方式。 - 制度不同，不是统一的障碍，更不是分裂的借口。 - 郑重倡议，在坚持“九二共识”、反对“台独”的共同政治基础上，两岸各政党、各界别推举代表性人士，就两岸关系和民族未来开展广泛深入的民主协商，就推动两岸关系和平发展达成制度性安排。 - 第三，坚持一个中国原则，维护和平统一前景。 - 中国人不打中国人。 - 我们不承诺放弃使用武力，保留采取一切必要措施的选项，针对的是外部势力干涉和极少数“台独”分裂分子及其分裂活动，绝非针对台湾同胞。 - 第四，深化两岸融合发展，夯实和平统一基础。 - 打造两岸共同市场。 - 提升经贸合作畅通、基础设施联通、能源资源互通、行业标准共通。 - 可以率先实现金门、马祖同福建沿海地区通水、通电、通气、通桥。 - 第五，实现同胞心灵契合，增进和平统一认同。 - 亲人之间，没有解不开的心结。 - 热忱欢迎台湾青年来祖国大陆追梦、筑梦、圆梦。 |
| ——习近平 | |

## 各界反應

### 中華民國

#### 蔡英文政府回應
- 中華民國總統蔡英文召開臨時記者會表示：[3]

|          | - 我們始終未接受「九二共識」，根本原因就是北京當局所定義的「九二共識」，其實就是「一個中國」、「一國兩制」。 - 臺灣絕不會接受「一國兩制」，絕大多數臺灣民意也堅決反對「一國兩制」，而這也是「臺灣共識」。 - 我們願意坐下來談，但作為民主國家，凡是涉及兩岸間的政治協商、談判，都必須經過臺灣人民的授權與監督，並且經由兩岸的政府，以政府對政府的模式來進行。 - 眼前十萬火急的豬瘟疫情，施壓國際企業塗改臺灣的名稱，不會帶來心靈契合；買走臺灣的邦交國，也不會帶來心靈契合；軍機、軍艦的繞臺，更不會帶來心靈契合。 |
| ——蔡英文 | |

- 中華民國大陸委員會新聞稿表示：[19][20]

|  | - 一、中共對臺談話反映加速統一的急迫性。 - 二、「一中」前提的「民主協商」是分化臺灣、消滅我國主權的統一協商。 - 三、中華民國維護臺海和平，堅決捍衛國家主權。 |

- 中華民國行政院新聞稿表示：[21]

|  | - 中華民國台灣的人民不會接受「一個中國原則」、不會接受「一國兩制」，台灣與中國之間不存在「九二共識」，台灣與中國的協商必須接受台灣全國人民的監督，台灣的未來由台灣2,300萬人民共同決定。 - 實際上中國卻從未放棄以武力犯台，並處處打壓台灣空間、矮化台灣國際地位、打擊人民交流的善意、扭曲台灣人民對土地與血緣的認同、甚至強迫各國航空公司與非政府組織更改台灣名稱並干預民間企業的自由市場競爭等。 - 中國政府應向台灣的自由民主學習並靠攏，放棄設定任何前提，才有助於中國與台灣人民的相互了解，進而友善互動。 |

- 中華民國國防部發言人陳中吉重申：「為中華民國生存發展而戰、為台澎金馬百姓安全福祉而戰」。[22]
- 中華民國外交部在Twitter表示：「Forced unification is a folly（強迫統一是愚蠢的）」。[23]

#### 反對九二共識
- 前中華民國副總統呂秀蓮表示：「在2005年中國宣布實施《反分裂國家法》以來，北京當局就一直在明暗剛柔並濟，就在統一台灣，而且已經深入台灣，大家應要有警覺」。[24]
- 前外交部歐洲司科長劉仕傑表示：「馬政府時期的夸夸而談的九二共識，以及因為承認九二共識而拿到的短暫虛假的外交紅利，如今都證明荒唐可笑。我認為台灣應該要跟中國交流合作，就如同台灣要跟全世界的國家交流合作。但面對中國政府，我們不能心存犬儒僥倖」。[25]
- 民主進步黨
  - 中華民國立法院院長蘇嘉全在Facebook表示：「北京當局以虛構不存在的九二共識，否定一個具有2300萬人民民主國家存在的事實，我們堅決反對，更不接受一國兩制的安排」。[26]
  - 民主進步黨立法院黨團表示：「今日香港、新疆，正是明日台灣殷鑑」。[27]
  - 民主進步黨發言人何孟樺表示：「這證明了所謂的『九二共識』，絕非過去國民黨所說的『九二共識』，有各自表述的空間，卻只剩下一國兩制，目的就是在消滅中華民國」。[28]
  - 桃園市市長鄭文燦表示：「九二共識並不是台灣經由民主程序認可政府之間的共識」。[29]
  - 陳其邁表示：「在『一國』的原則下，只剩『中華人民共和國』，換句話說，『一國兩制』就是中華民國不存在，這是『片面改變台海現狀』，就是消滅中華民國」。[30]
- 時代力量
  - 時代力量在官方在Facebook上表示：「我們不同國，交流前提是對等」。[31]
  - 時代力量黨主席黃國昌表示：「放棄一中老調，才能實質對話」。[32]
  - 時代力量立法委員洪慈庸表示：「台灣與中國的對話，必須建立在對等尊重的前提之上。中國越是張牙舞爪，只會讓台灣人看得越清楚，中國對台灣的企圖和野心」。[33]
- 社會民主黨表示：「眾人皆望兩國和平發展」、「尊重臺灣人的民族認同」、「臺獨是對民主、自由、人權以及認同的嚮往」及「中國應當民主化」。[34]

#### 支持九二共識
- 中國國民黨
  - 中國國民黨中央委員會文化傳播委員會表示：「習近平總書記所提的『一國兩制的台灣方案』並非『九二共識』的內涵，目前兩岸處於『分治』的狀態，現階段『一國兩制』恐難獲得台灣多數民意的支持」，並表示：「兩岸關係的交流與發展必須繼續和平向前行」。[5]
  - 前總統馬英九辦公室表示：「『九二共識』的精神就是『一個中國，各自表述』。無論中共如何表述，我方所指的一中就是中華民國，應站穩中華民國的立場，堅守中華民國憲法」，並表示：「雖然中華民國憲法的精神是『不排除國家統一』，但目前兩岸還不具備統一的條件」。[35]
  - 前中國國民黨主席洪秀柱表示：「40年前大陆发表《告台湾同胞书》，邓小平随后发表重要讲话，对相关问题作出说明，定下合情合理的政策；40年后，习近平总书记的讲话与此相呼应，令人感动」。[36]
  - 中國國民黨立法委員江啟臣表示：「可視為中國大陸對兩岸關係總原則與立場的再重申，在基本原則上守住中國大陸一貫底線」。[37]
  - 前高雄市市長韓國瑜表示：「主張在中華民國憲法、兩岸人民關係條例的架構下，兩岸交流應該秉持九二共識原則」。[38]
  - 金門縣縣長楊鎮浯表示：「應通盡通符合金門爭取的兩岸生活圈概念」，並表示：「金門願意成為兩岸和平發展的馬前卒」。[39]
- 新黨
  - 新黨新聞稿表示：「新黨絕對贊同，並爭取在今年與大陸對話協商，推進兩岸政治談判」。[40][41]
  - 新黨青年軍王炳忠在《观察者网》投書表示：「我们也很心急，统一不能再这么拖下去了」。[42][43]
- 親民黨表示：「呼籲兩岸執政當局正視『同屬中華民族、兩個對等治權』的兩岸現狀」。[44]
- 中國時報社長王在中天電視政論節目《大政治大爆卦》表示：「兩岸現在不就是非常寬鬆的『一國兩制』嗎」。[45]

#### 反對一國兩制
- 蔡英文政府：臺灣絕不會接受「一國兩制」，絕大多數臺灣民意也堅決反對「一國兩制」，而這也是「臺灣共識」。
- 中華民國行政院新聞稿表示：[21]中華民國台灣的人民不會接受「一個中國原則」、不會接受「一國兩制」，台灣與中國之間不存在「九二共識」，台灣與中國的協商必須接受台灣全國人民的監督，台灣的未來由台灣2,300萬人民共同決定。
- 中國國民黨
  - 馬英九表示「一國兩制」對香港提出37年，在台灣始終沒有市場。[46]
  - 朱立倫表示「一國兩制」在臺灣沒市場。[47]
  - 韓國瑜表示不接受一國兩制。[48]
  - 沈智慧發表聲明，「在任何時候都不會支持一國兩制。我支持捍衛中華民國的民主自由和人權，我不支持一國兩制」。[49]
  - 蔣萬安表示，他反對一國兩制，臺灣不是香港，臺灣大多數的民眾也無法接受一國兩制。[50]

#### 支持一國兩制
- 國民黨桃園市黨部主委楊敏盛表示如果「台灣安全、人民有錢」是全民共識，「那麼一國兩制是最簡單而有效的處方」。[51]
- 政治評論人黃智賢表示支持「一國兩制」，並指出完全依據中華民國憲法。[52]

#### 其他
- 台北市市長柯文哲表示：「我們只能說我們了解他的立場，不過我還是堅持兩岸關係是五個互相，互相認識、互相了解、互相尊重、互相合作，還有一個互相諒解，大概這樣」[53]，並表示：「其實習近平的講法還沒有被台灣主流民意所接受，坦白講離心靈契合還有點距離」。[54]
- 中華統一促進黨總裁張安樂表示「大家對中華民國四個字有感情，我們可以緬懷，但現在是中華人民共和國的世紀，我們應該擁抱中華人民共和國。」[55]

### 中華人民共和國

#### 中國大陸
- 《人民日报》海外版微博帳號俠客島表示：「北京政府已經不再寄望『台灣當局』，認為不管是民進黨或國民黨都不會承認大陸版九二共識，所以把希望全部放在台灣人民身上」。[56]
- 第十二届全国人民代表大会台湾省代表团代表汪毅夫表示：「蔡英文很快作出回应，同40年前蒋经国的表现相仿」。[57]

#### 香港
- 香港前行政長官、時任全國政協副主席梁振英表示：「我希望台灣民眾能多來香港，直接了解香港實踐『一國兩制』，『港人治港』，高度自治的具體情況，也希望香港朋友能夠繼續推動兩岸關係和平發展，實現祖國和平統一」。[58]
- 香港社會民主連線前立法會議員梁國雄表示：「北京正在吞噬香港，台灣不該接受一國兩制，因為中共是沒有人民授權的暴政」。[59]

### 美國
- 美國有線電視新聞網(CNN)與《紐約時報》則不約而同，都以「中國警告台灣」作標題，提到習近平不放棄「武統台灣」，強調「台獨走到絕路」，有如變相威嚇。《紐約時報》引述史汀生中心東亞研究室高級研究員孫雲的說法，認為「習五點」不受台灣人民歡迎，「一國兩制不是台灣人想要的答案」[60]。

### 英國
- 英國廣播公司（BBC）則分析，儘管習近平再提武統台灣，但在當前兩岸經貿緊密結合，以及中國崛起受國際社會高度關注下，實踐武統形同豪賭，勝算也極低。報導稱，習近平最可能的著眼點就是為了影響台灣2020總統大選情勢，特別是鎖定台灣泛綠陣營[60]。

### 歐盟
- 歐洲聯盟鼓勵台海兩岸對話、合作和建立信任措施，且強調雖然歐盟有其一中政策（非中國的一中原則），但歐盟將致力持續推展與台灣的關係，並支持作為台灣治理體系且與歐盟共享的諸多價值[61]。

### 荷蘭
- 新鹿特丹商业报（NRC Handelsblad）以「習近平加重對台灣和美國的語氣」為標題報導，認為習近平威脅使用武力以阻止美國介入。中國使用武力威脅和敦促統一並非新的說法，但這回語氣格外尖銳，強調外國勢力不得干涉（統一）議題，這項警告是針對美國而來。川普上台後，美國提供台灣更多的支持，但統一台灣可是中國外交政策的基石，美國對台灣提供更多同情和支持，再加上中華民國總統蔡英文希望和中國保持距離，這些讓習近平愈發挑釁[62]。

- 忠誠報（Trouw）刊出「中國盯著台灣，也盯著2019年」報導指出特洛日報指出，事實上，台灣怎麼看都是一個獨立的國家，雖然只有17個國家承認它的獨立地位；至於「一國兩制」作法，1997年香港回歸中國後，北京逐漸掏空香港法制，破壞了民主，在香港實行結果並不符合港人的期望[62]。

## 後續相關事件

### 蔡英文國際媒體茶敘
2019年1月5日，中華民國總統府舉行國際媒體茶敘，共有來自美、歐、日、亞各國27家駐台媒體，46位記者與會。蔡英文表示：
|          | - 九二共識這樣的名詞已經被北京定義為「一國兩制」，不再有模糊的空間，臺灣面對國際社會，應該要送出一致、清楚的訊息。 - 期待臺灣所有政黨，都應該清楚說出「我們拒絕一國兩制」，說出人民的心聲，不要打折扣，不要再講「九二共識」。 - 中國民主體制的欠缺與不足，還有人權紀錄的不佳，還有第三點，他們從未放棄武力犯臺。這三點都是造成臺灣人民對中國有高度疑慮的理由。 - 期待中國邁開民主的腳步，因為唯有如此中國才會知道臺灣人的真正想法，而同時我們也期待中國踏出人權的腳步。 |
| ——蔡英文 | |

同日下午，馬英九反駁：「各政黨應該一致、都承認有九二共識，這是最好的結果」。